# Tennistoernooi van Sydney 2016
|                                               |  |                                       |
| Svetlana Koeznetsova, winnares bij de vrouwen |  | Viktor Troicki, winnaar bij de mannen |

Het tennistoernooi van Sydney van 2016 werd van zondag 10 tot en met zaterdag 16 januari 2016 gespeeld op de hardcourt-buitenbanen van het Olympic Park Tennis Centre in de Australische stad Sydney. De officiële naam van het toernooi was Apia International Sydney. Het was de 124e editie van het toernooi.
Het toernooi bestond uit twee delen:
- WTA-toernooi van Sydney 2016, het toernooi voor de vrouwen (10–15 januari)
- ATP-toernooi van Sydney 2016, het toernooi voor de mannen (11–16 januari)

## Toernooikalender
| vrouwenenkelspel  | 1e ronde       | 1e ronde | 2e ronde | kwartfinale | halve finale | finale       |        |
| vrouwendubbelspel |                | 1e ronde | 1e ronde | 2e ronde    | halve finale | finale       |        |
| mannenenkelspel   | (kwalificatie) | 1e ronde | 1e ronde | 2e ronde    | kwartfinale  | halve finale | finale |
| mannendubbelspel  |                |          | 1e ronde | 2e ronde    | 2e ronde     | halve finale | finale |

ATP-toernooi van Sydney – WTA-toernooi van Sydney

Toernooien sinds 1990:
1990 · 1991 · 1992 · 1993 · 1994 · 1995 · 1996 · 1997 · 1998 · 1999 · 2000 · 2001 · 2002 · 2003 · 2004 · 2005 · 2006 · 2007 · 2008 · 2009 · 2010 · 2011 · 2012 · 2013 · 2014 · 2015 · 2016 · 2017 · 2018 · 2019 · 2020 · 2021 · 2022